# Malika Benjelloun
Pour l’article homonyme, voir Benjelloun.
Malika Benjelloun, née le 26 août 1980 en Belgique, est une danseuse et chorégraphe belgo-italo-marocaine.

## Biographie

### Famille et jeunesse
Née d'une mère italienne et d'un père marocain, Malika Benjelloun est inscrite à l'âge de trois ans par ses parents à des cours de danse. 
À 17 ans, après avoir terminé l'enseignement secondaire à Mons en Belgique, elle s'installe à Paris pour travailler dans le milieu de la danse. Après avoir fait pendant 14 ans de la danse classique et jazz, elle se tourne vers le hip-hop et devient danseuse professionnelle.

### Carrière
Elle est chorégraphe dans diverses émissions télévisées, dont Hit Machine, Star Academy, NRJ Music Awards[Quand ?].
Elle entraîne les danseurs de la compagnie Franco Dragone. Elle travaille aussi pour Grace Jones, Ophélie Winter, Billy Crawford, Cheb Mami, Michaël Youn, Lââm, Black M, Soprano, Puff Daddy entre autres,,.
Elle apparaît dans The Dancer, un film réalisé par Fred Garson, écrit par Luc Besson et sorti en 2000.
Le chanteur britannique Robbie Williams fait appel à Malika Benjelloun pour le clip de Rudebox, premier single de l'album Rudebox sorti en 2006. La même année, elle incarne Lou dans le film Mes copines.
D'octobre 2010 à juin 2013, elle est juge dans le talent-show Dance Street diffusé sur France Ô, aux côtés de Jessy Matador (saison 1), Bruce Ykanji (saisons 1 à 3), Laurent Bouneau (saison 3), ainsi que d'autres personnalités invitées en tant que jurés.
En 2011, elle participe à Shake It Up Dance Talents sur Disney Channel,.
Malika Benjelloun est professeure dans plusieurs centres et fait partie de divers jury lors de concours de danse,.
Elle est la professeure de danse depuis la onzième saison de Star Academy sur TF1.